# Miệng phun thủy nhiệt
Miệng phun thủy nhiệt là một khe nứt trên bề mặt một hành tinh, tạo ra một vùng nước được hâm nóng bởi địa nhiệt. Miệng phun thủy nhiệt thường được tìm thấy gần những khu vực núi lửa hoạt động, những nơi mà các mảng kiến tạo đang rời xa nhau, vùng trũng đại dương và các điểm nóng.
Miệng phun thủy nhiệt rất phổ biến trên Trái Đất vì Trái Đất vừa có hoạt động địa chất mạnh, vừa có một lượng lớn nước trên bề mặt và trong vỏ của nó. Các dạng thường thấy ở trên cạn là suối nước nóng, hồ nước nóng và miệng hơi khói. Có lẽ miệng phun thủy nhiệt trên cạn nổi tiếng nhất là ở trong Công viên quốc gia Yellowstone, Hoa Kỳ. Những miệng phun thủy nhiệt ở dưới biển được gọi là ống khói đen.
Những khu vực xung quanh miệng phun thủy nhiệt dưới đáy biển là những nơi đa dạng về sinh học, thường là nơi trú ngụ của nhiều cộng đồng phức tạp được nuôi dưỡng bởi các chất hóa học hòa tan trong vùng nước nơi đấy. Các loài vi khuẩn hóa hợp cổ hình thành cái gốc của chuỗi thức ăn, nuôi sống nhiều sinh vật khác nhau như giun ống khổng lồ, thân mềm hai mảnh, tôm và các loại sên biển.
Người ta tin có những miệng phun thủy nhiệt hoạt động ở trên vệ tinh Europa của Sao Mộc và vệ tinh Enceladus của Sao Thổ, và có suy đoán rằng có cả những miệng phun thủy nhiệt cổ xưa ở trên Sao Hỏa.